# Louis-Ami Arlaud-Jurine
Pour les articles homonymes, voir Arlaud.
Louis-Ami Arlaud-Jurine, né à Genève le 13 octobre 1751 et mort dans la même ville le 8 août 1829, est un artiste suisse, peintre, miniaturiste, graveur.

## Biographie
Il est le fils de François Arlaud, horloger, et d’Etiennette Penard, et le petit-neveu du miniaturiste Jacques-Antoine Arlaud. Après un séjour en Italie, il épouse en 1778 Susanne Jurine avec qui il a deux fils.

## Parcours professionnel
Il entre à l’École publique de dessin à Genève en 1762. Il est ensuite formé par Jean-Etienne Liotard. Dès 1768 il poursuit sa formation à l’Académie royale de peinture et de sculpture à Paris, auprès de Joseph-Marie Vien. Il apprend la technique de l’aquarelle, le pastel, la peinture à l’huile et la peinture sur émail. Il séjourne  à Londres de 1792 à 1801 : il y connait un grand succès en tant que portraitiste miniaturiste, notamment auprès de l’aristocratie anglaise et de la famille royale. Il donne des cours de dessin à Alfred Edward Chalon. Il réalise 1554 portraits en plus de 50 ans de carrière.
Il est membre de la Société des arts de Genève dès sa fondation en 1776 et directeur de son École de dessin de 1779 à 1783, puis de 1788 à 1790. Parmi ses élèves il compte notamment Firmin Massot, Wolfgang Adam Toepffer, Jacques-Laurent Agasse et Adrienne Pauline Bacle. À partir de 1816 il expose régulièrement aux Salons organisés par la Société des arts de Genève.

## Expositions
- Genève :  Salon de la Société des arts, 1789
- Genève : Salon de la Société des arts, 1792
- Londres : Royal Academy, 1792-1800[3]
- Genève : Salon de la Société des arts, 1798
- Paris : Salon, 1808
- Londres : Royal Academy, 1825[4]
- Berlin-Charlottenburg, 1827[5]
- Genève : Palais de l'Athénée, 1911 (avec François Ferrière et Paul-Louis Bouvier)[6]
- Genève : Musée Rath, 1914[7]
- Genève : Musée d'art et d'histoire de Genève, 1929[8]
- Edinburgh : Arts Council Gallery, 1965[9]
- Bordeaux : Musée des arts décoratifs et du design de Bordeaux, 1995 (L'âge d'or du petit portrait)
- Genève : Musée de l'horlogerie, 1995 (L'âge d'or du petit portrait)
- Paris : Musée du Louvre, 1996 (L'âge d'or du petit portrait)

## Collections publiques
- Musée d'art et d'histoire de Genève[10]
- Musée historique de Lausanne
- Winterthur : Museum Briner und Kern[11]
- Londres : Wallace Collection (musée)[12]
- Londres : Victoria and Albert Museum[13]
- Brighton Pavilion
- Scottish National Portrait Gallery
- Celle : Bomann-Museum : Collection de miniatures Tansey[14]
- Paris : Musée Cognacq-Jay[15]
- Wolfenbüttel : Herzog August Bibliothek[16]
- Warszawa : Muzeum Narodowe w Warszawie[17]
- Stockholm : Nationalmuseum[18]

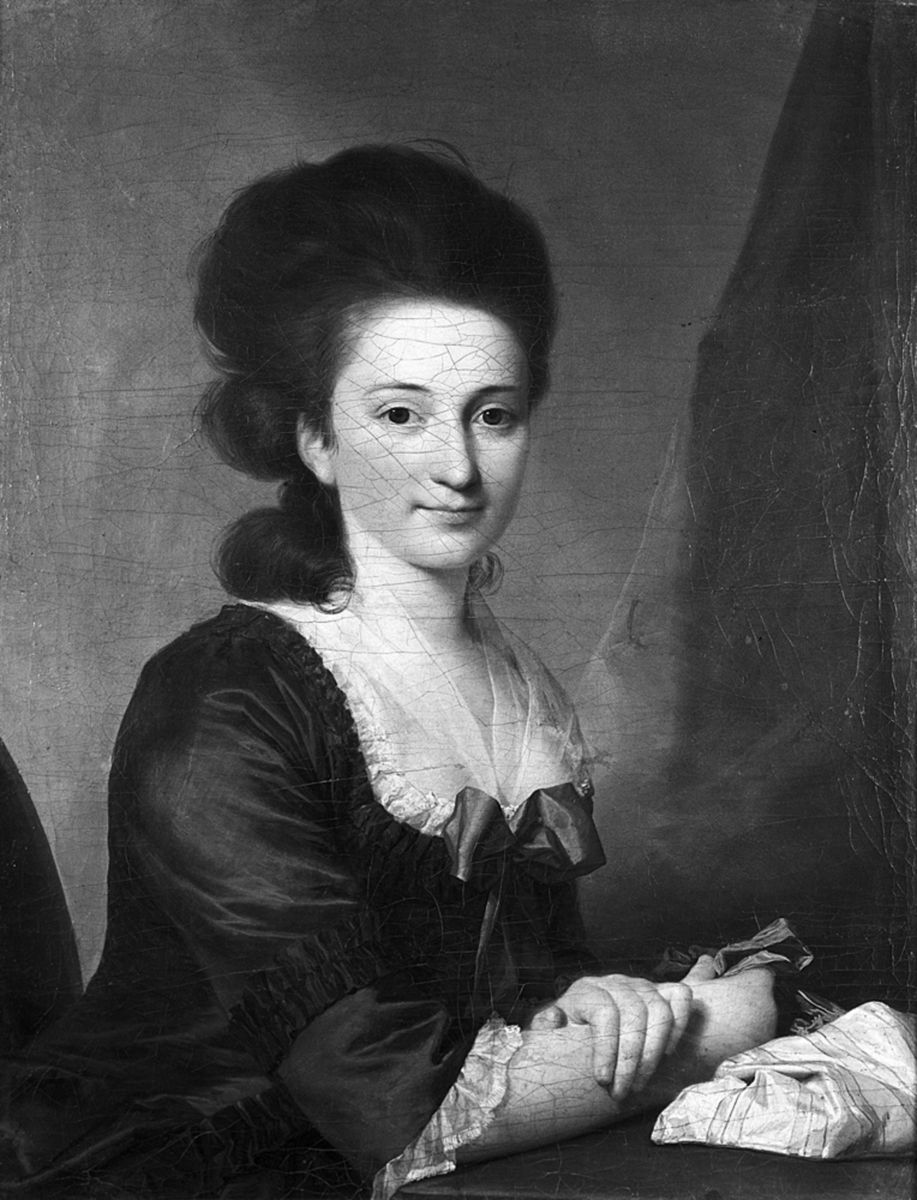
Portrait de Madame Louis-Ami Arlaud, née Suzanne Jurine, entre 1778 et 1780 (?)
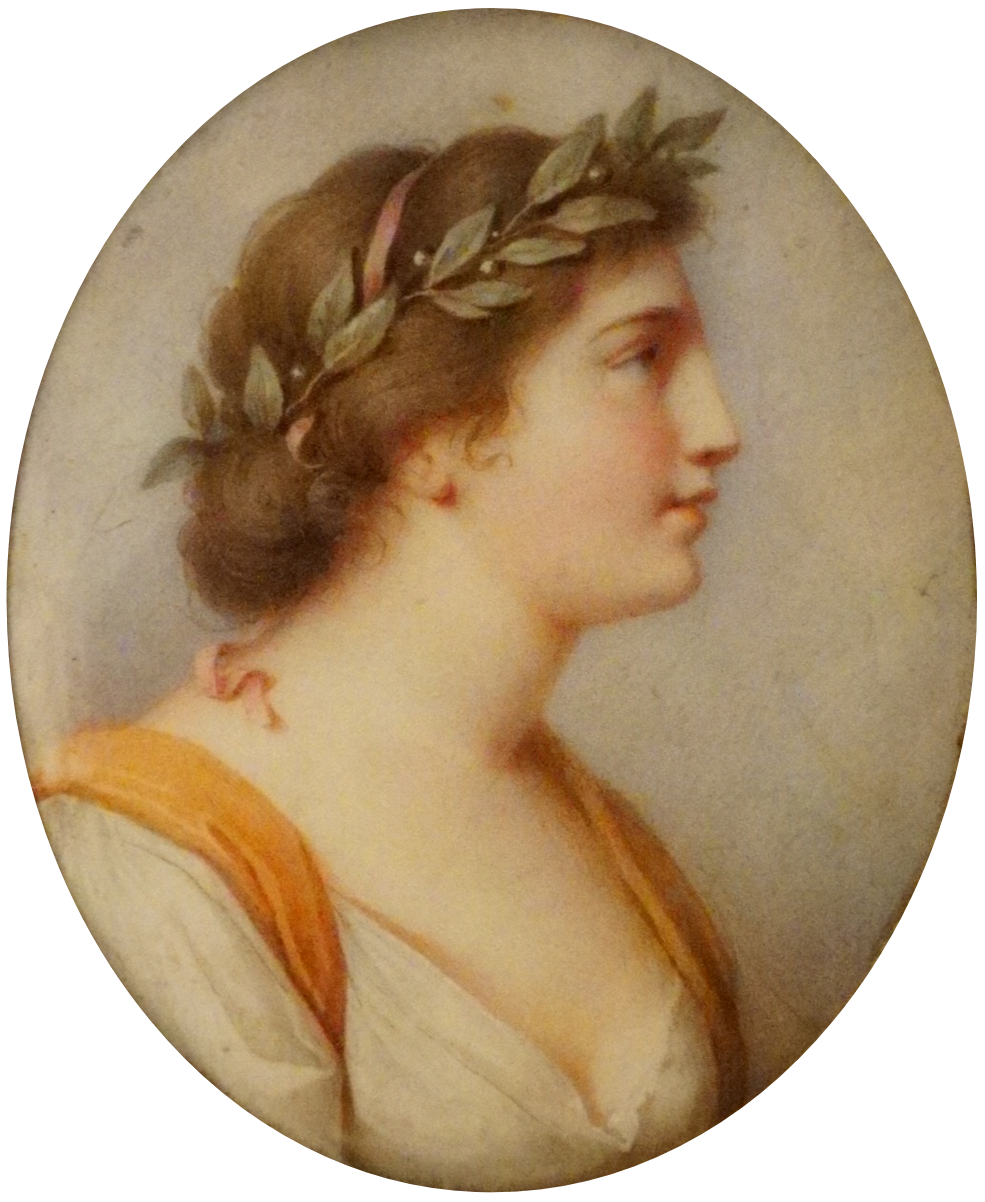
Portrait de l'héroïne Corinne de Germaine de Staël (Venise, musée Correr)

## Écrits
Arlaud-Jurine, Louis-Ami. – Carnet contenant les procédés techniques et palettes de couleur, mai 1809 à juillet 1828 (manuscrit)

## Sources
- Article Louis-Ami Arlaud-Jurine du SIKART en ligne
- Lucien Boissonas, article Louis-Ami Arlaud dans le Dictionnaire historique de la Suisse en ligne, version du 17 décembre 2002
- Notices d'autorité : Fichier d'autorité international virtuel ; Union List of Artist Names